# Steffen Bringmann
Steffen Bringmann (ur. 11 marca 1964 w Lipsku) – niemiecki lekkoatleta specjalizujący się w biegach sprinterskich. W czasie swojej kariery reprezentował również Niemiecką Republikę Demokratyczną.

## Sukcesy sportowe
- siedmiokrotny medalista mistrzostw NRD w biegu na 100 metrów: złoty (1987, 1989), srebrny (1983, 1985, 1986, 1988), brązowy (1990)[1]
- dwukrotny srebrny medalista mistrzostw NRD w biegu na 200 metrów (1983, 1989)[2]
- dwukrotny złoty medalista mistrzostw Niemiec w biegu na 100 metrów (1991, 1992)[3]
- pięciokrotny medalista halowych mistrzostw NRD w biegu na 60 metrów: złoty (1985, 1986, 1987), srebrny (1983, 1988)[4]
- pięciokrotny medalista halowych mistrzostw NRD w biegu na 100 metrów: złoty (1983, 1986, 1987, 1988), srebrny (1985)[5]

| Rok  | Miasto    | Zawody                      | Konkurencja                      | Wynik         |
| ---- | --------- | --------------------------- | -------------------------------- | ------------- |
| 1981 | Utrecht   | mistrzostwa Europy juniorów | sztafeta 4 × 100 m               | złoty medal   |
| 1986 | Madryt    | halowe mistrzostwa Europy   | bieg na 60 m                     | srebrny medal |
| 1986 | Stuttgart | mistrzostwa Europy          | bieg na 100 m sztafeta 4 × 100 m | srebrny medal |

## Rekordy życiowe
- bieg na 50 metrów (hala) – 5,73 – Kobe 05/03/1986
- bieg na 60 metrów (hala) – 6,54 – Senftenberg 15/02/1986
- bieg na 100 jardów (hala) – 9,50 – Senftenberg 16/02/1986
- bieg na 100 metrów – 10,13 – Jena 27/06/1986
- bieg na 100 metrów (hala) – 10,34 – Jablonec nad Nysą 14/02/1987
- bieg na 200 m – 20,74 – Barcelona 10/09/1989